# Ґрабув-над-Віслою
Ґрабув-над-Віслою (пол. Grabów nad Wisłą) — село в Польщі, у гміні Пшиленк Зволенського повіту Мазовецького воєводства.
Населення — 463 особи (2011).
У 1975-1998 роках село належало до Радомського воєводства.

## Демографія
Демографічна структура станом на 31 березня 2011 року:
|          | Загалом | Допрацездатний вік | Працездатний вік | Постпрацездатний вік |
| -------- | ------- | ------------------ | ---------------- | -------------------- |
| Чоловіки | 239     | 56                 | 160              | 23                   |
| Жінки    | 224     | 49                 | 129              | 46                   |
| Разом    | 463     | 105                | 289              | 69                   |